# Метро у Сао Паулу
Сао Пауло метро (порт. Metropolitano de São Paulo - Метрополитано де Сао Пауло) је систем железничког јавног превоза у Сао Паулу, те је први такав систем у Бразилу. Садржи укупно око 69 km (од којих су 34,6 km у потпуности испод земље) и 60 станица. Састоји се од пет линија. Систем се спаја на 261,7 km ЦПТМ-а (Companhia de TRens Metropolitanos) којим се одвија промет у ширем подручју Сао Паула и носи 3,4 милиона путника дневно. Тренутно је у изградњи проширење метро система.

## Линије
| Линија   | Смер                               | Отворено   | Дужина | Ћелије |
| -------- | ---------------------------------- | ---------- | ------ | ------ |
| Линија 1 | Туцуруви ↔ Јабалпур                | 1974.      | 20,2 km  | 23     |
| Линија 2 | Вила Мадалена ↔ Вила Пруденте      | 1991.      | 10,7 km  | 11     |
| Линија 3 | Барра Фунда ↔ Цоринтхианс-Итакуера | 1979.      | 22 km    | 18     |
| Линија 4 | Вила Соња ↔ Луз                    | 2010—2012. | 12,8 km  | 11     |
| Линија 5 | Цап о Редондо ↔ Ларго Трезе        | 2002.      | 8,4 km   | 6      |

## Галерија
- Воз Линија 2 стиже на Станица Тамандуатеи
- Тотен Станица Паулиста за Линија 4
- Платформа Станица Сацома за Линија 2
- Улаз Станица Трианон-Масп Авенида Паулиста